# 清泉女子大学の人物一覧
清泉女子大学の人物一覧（せいせんじょしだいがくのじんぶついちらん）は、清泉女子大学に関係する人物の一覧記事。

## 著名な教職員
- 山本達也 - 文学部地球市民学科教授
- 福留真紀 - 文学部文化史学科准教授
- 桃井治郎 - 文学部文化史学科准教授
- 今野真二 - 文学部日本語日本文学科教授
- 竹田文彦 - 全学科共通科目担当教授

## 元教職員

### 文学部
- 塩谷惇子 - 名誉教授、キリスト教神学者、元学長、元理事長
- 大杉正明 - 名誉教授、英語学者

## OG

### 財界・経済
- 佐藤真希子 - 投資家、株式会社iSGSインベストメントワークス代表取締役 兼 代表パートナー
- 野間佐和子 - 講談社代表取締役社長（中退）
- 橘・フクシマ・咲江 - エグゼクティブサーチコンサルタント

### 文学
- 小川糸 - 小説家、作詞家、Fairlifeのメンバー
- 片山奈保子 - 少女小説家、ライトノベル作家
- 勝山海百合 - 小説家
- 山崎まどか - コラムニスト、ライター

### 芸能
- あえか - シンガーソングライター
- 歩りえこ - タレント、旅行評論家
- 小坂由里子 - ナレーター
- 椿鬼奴 - ピン芸人
- 鳥越さやか - ラジオパーソナリティ、タレント
- 范文雀 - 女優
- 三瀬真美子 - タレント、元シェイプUPガールズ
- 三田ゆう子 - 声優
- 山崎バニラ - 活動弁士、声優
- 米澤史織 - 女優

### スポーツ
- 河合雅子（フィギュアスケート選手）

### マスコミ
- 加藤恭子 - 九州朝日放送アナウンサー
- 汾陽麻衣 - フリーアナウンサー
- 菊池恵子 - 元東海テレビ放送アナウンサー
- 野島亜樹 - テレビ大分アナウンサー
- 早坂牧子 - フリーアナウンサー、元仙台放送アナウンサー
- 吉田恵 - キャスター
- 吉元潤子 - 元テレビ朝日アナウンサー

### その他
- 安食総子 - 女流棋士
- 相沢みなみ - av女優